# Chevereșu Mare

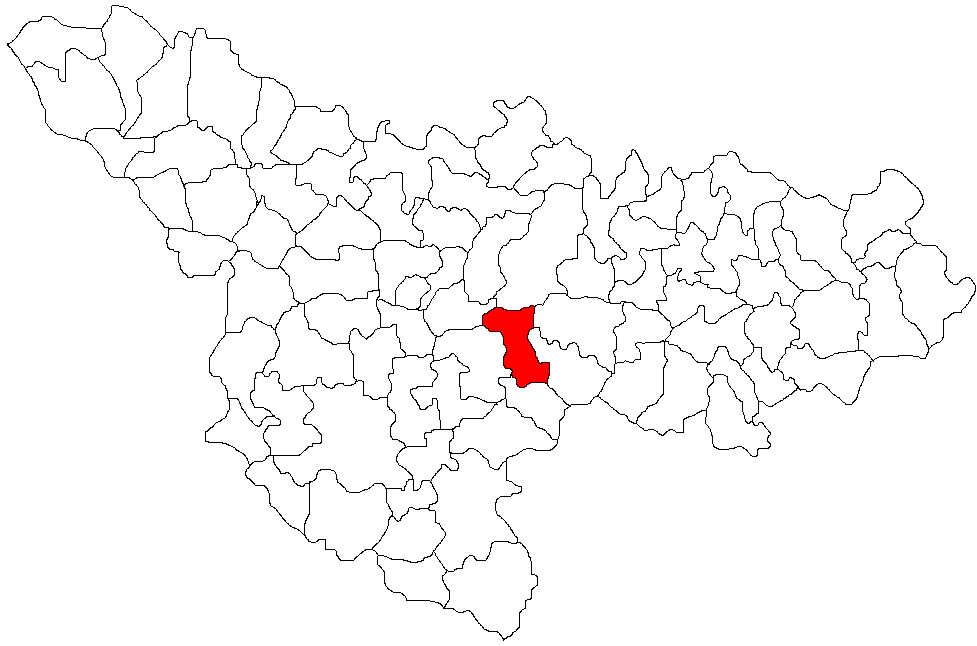
Lage der Gemeinde Chevereșu Mare im Kreis Timiș

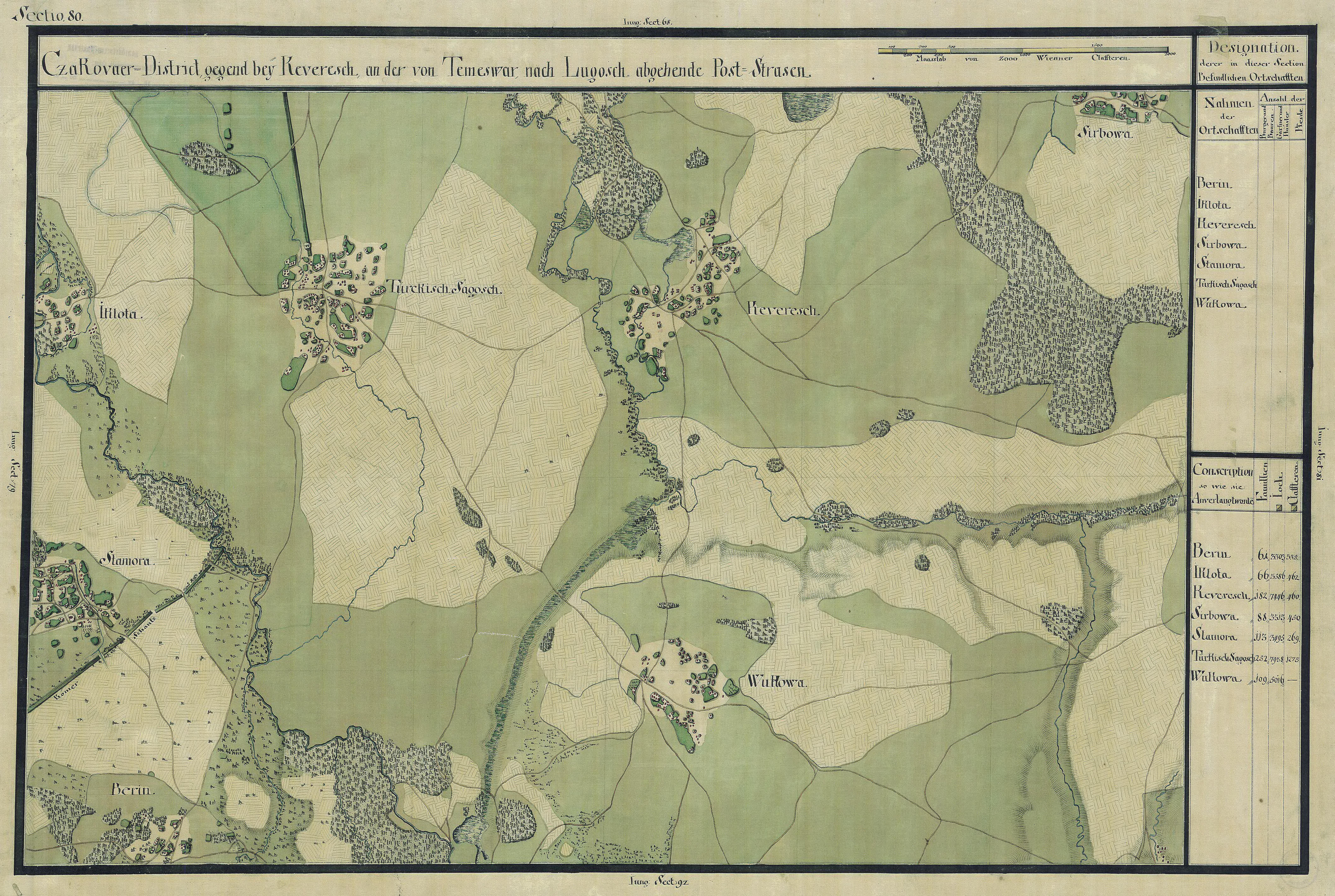
Chevereșu Mare auf der Josephinischen Landaufnahme (1769–1772)

Chevereșu Mare (deutsch Großkeweresch, ungarisch Nagykövéres, slowenisch Kovači) ist eine Gemeinde im Kreis Timiș, in der Region Banat, im Südwesten Rumäniens.

## Geografische Lage
Chevereșu Mare befindet sich in 30 Kilometer Entfernung von der Kreishauptstadt Timișoara (Temeswar), an der Kreisstraße DJ 592. Die Temesch bildet die nördliche Ortsgrenze.

## Nachbarorte
| Dragșina       | Recaș                                       | Pădurea Chevereș |
| Uliuc          | Kompassrose, die auf Nachbargemeinden zeigt | Bacova           |
| Sacoșu Turcesc | Nițchidorf                                  | Silagiu          |

## Geschichte
Anfang des 17. Jahrhunderts wurde der Ort Keverish durch Zusammenschluss der drei Weiler Corneanţ, Bocea und Drila gegründet. 1717 erscheint die Ortsbezeichnung Cheveriş in den Urkunden.
„Corneanţ“ lag im Süden, dort wo sich heute der gleichnamige Ortsteil befindet, „Bocea“ im Norden und „Drila“ im Nordwesten. Bocea war der größte der drei Weiler. Der heutige Ortsteil Regat trug bis in die Zwischenkriegszeit den Namen „Drila“.
Nördlich des Ortes erstreckt sich auf einer Fläche von 1611 Hektar der „Cheverescher Wald“ (rumänisch: Pădurea Chevereș), ein ehemals beliebtes Jagdgebiet von Nicolae Ceaușescu, der hier vor allem auf Wildschweinjagd ging.
Bis 1526 gehörte die Siedlung zum Königreich Ungarn und während der osmanischen Herrschaft (1526–1718) zum Vilâyet Temeşvar. Von 1718 bis 1778 war die Ortschaft Teil der Habsburger Krondomäne Temescher Banat. 1778 wurde das Banat von der Kaiserin Maria Theresia dem Königreich Ungarn zugesprochen.
Von 1849 bis 1860 war es Teil eines eigenständigen Kronlandes der Woiwodschaft Serbien und Temescher Banat.
Nach dem Österreichisch-Ungarischen Ausgleich (1867) wurde das Banat dem Königreich Ungarn innerhalb der Doppelmonarchie Österreich-Ungarn angegliedert.
Anfang des 20. Jahrhunderts fand das Gesetz zur Magyarisierung der Ortsnamen (Ga. 4/1898) Anwendung. Der amtliche Ortsname war Nagykövéres. Die ungarischen Ortsbezeichnungen blieben bis zur Verwaltungsreform von 1923 im Königreich Rumänien gültig, als die rumänischen Ortsnamen eingeführt wurden.
Der Vertrag von Trianon am 4. Juni 1920 hatte die Dreiteilung des Banats zur Folge, wodurch Chevereșu Mare an das Königreich Rumänien fiel.

## Schullandheim
Das Schullandheim von Chevereșu Mare wurde Ende der 1960er Jahre auf dem Gelände der Jagdhütte im Cheverescher Wald gegründet. Die Initiative ging von der Lehrerin Cornelia Munteanu aus. Sie mobilisierte die großen Fabriken in Timișoara, die alle kostenlos ihren Beitrag leisteten: „Elba“ und „Electromotor“ übernahmen die Elektroinstallation, „Tehnolemn“ stellte das Mobiliar her, „ILSA“, „UTT“, „Bumbacul“ und „Arta Textilă“ erzeugten die Bettwäsche und „Spumotim“ die Matratzen.
Anfang der 1960er Jahre wurden Zeltlager entlang der Temesch für die Schüler im Banat organisiert. Doch nicht selten kam es vor, dass es regnete und das Zelten abgebrochen werden musste. Da begann Cornelia Munteanu mit dem Klinkenputzen, nach und nach überzeugte sie die Leiter der Großunternehmen in Timișoara und stieß auf offene Ohren. Man kam zu dem Entschluss, ein Schullandheim im Cheverescher Wald zu bauen. Dabei stieß man auf Ceaușescus Jagdhütte, in der auch Josip Broz Tito logierte, wenn er Ceaușescus Gast war.
Man erhielt schließlich die Erlaubnis, auf dem Gelände der Jagdhütte im Cheverescher Wald das Schullandheim zu bauen. Der Antrag wurde zusammen mit der Projektbeschreibung und der Finanzierung beim Temeswarer Bürgermeister George Micota eingereicht und genehmigt. Im Frühjahr des Jahres 1969 wurden die Hütten montiert.
2007 wurde das Schullandheim Chevereșu Mare komplett modernisiert. Es wurden Modernisierungsarbeiten im Wert von 700.000 Lei vorgenommen. Das Schullandheim erhielt Internetanschluss und wurde mit Computern ausgestattet und neu möbliert. Hier verbringen auch Schüler aus dem europäischen Ausland ihre Ferien. Das Schullandheim in Chevereșu Mare ist eines der beiden Schullandheime im Kreis Timis, das zweite befindet sich in Poeni Strâmbu.

## Wirtschaft
Die Hauptbeschäftigung der Cheverescher Bevölkerung war seit jeher die Viehzucht, der Getreidebau und die Holzverarbeitung. Die Rinderzucht und der Maisanbau sind seit der Türkenherrschaft die am meisten entwickelten Wirtschaftszweige. Neben zwei Holzverarbeitungsbetrieben verbreitete sich in den letzten Jahren auch die Rattanverarbeitung.
Tourismus
In unmittelbarer Nähe von Chevereșu Mare gibt es einige Touristenziele:
- Sieben Kilometer nördlich von Chevereșu Mare, zwischen dem Cheverescher Wald und der Temesch, befindet sich das Schullandheim.
- Zehn Kilometer östlich, an der DJ 592, ist der Kurort Bad Busiasch
- Acht Kilometer westlich, ebenfalls an der DJ 592, das Freibad von Albina

## Kirche und Schule
Chevereșu Mare hat drei Kirchen verschiedener Konfessionen:
- Rumänisch-Orthodoxe Kirche (1839)
- Griechisch-Katholische Kirche (1777)
- Baptistische Kirche (seit den 1990er Jahren)

In Chevereșu Mare gibt es eine Schule mit acht Klassen in rumänischer Sprache und einen Kindergarten.

## Demografie
Die Einheimischen in Chevereșu Mare waren Rumänen aus dem Banat. Im 18. Jahrhundert kamen Flüchtlinge aus Oltenien und dem Bihor. Ebenfalls im 18. Jahrhundert wurden in Cheveres Deutsche angesiedelt, als Folge der „Inpopulationspolitik“ der Habsburgermonarchie. Ende des 19. Jahrhunderts siedelte die ungarische Krone Ungarn hier an. Ebenso lebten einige Juden und Roma in Chevereșu Mare. Die Deutschen und die Juden wanderten im 20. Jahrhundert alle nach Israel und nach Deutschland aus, Ungarn gibt es nur noch vereinzelt. Zuwanderer aus anderen Landesteilen Rumäniens, aus der Moldau und aus dem Ardeal kamen hinzu, ebenso Ukrainer.
| 1880 | 3765 | 2826 | 399 | 73 | 467            |
| 1910 | 4117 | 2782 | 589 | 81 | 665            |
| 1930 | 3657 | 2395 | 537 | 59 | 666            |
| 1977 | 2651 | 1901 | 326 | 10 | 414            |
| 2002 | 1910 | 1459 | 197 | 3  | 251            |
| 2011 | 2272 | 1388 | 188 | 4  | 692 (439 Roma) |
| 2021 | 2369 | 1474 | 165 | 4  | 726 (363 Roma) |